# Гарфілд (Техас)
Гарфілд (англ. Garfield) — переписна місцевість (CDP) в США, в окрузі Тревіс штату Техас. Населення — 1825 осіб (2020).

## Географія
Гарфілд розташований за координатами 30°12′6″ пн. ш. 97°34′2″ зх. д. / 30.20167° пн. ш. 97.56722° зх. д. (30.201775, -97.567171).  За даними Бюро перепису населення США в 2010 році переписна місцевість мала площу 31,57 км², з яких 30,95 км² — суходіл та 0,62 км² — водойми.

### Клімат
| Клімат : Гарфілд      | Клімат : Гарфілд | Клімат : Гарфілд | Клімат : Гарфілд | Клімат : Гарфілд | Клімат : Гарфілд | Клімат : Гарфілд | Клімат : Гарфілд | Клімат : Гарфілд | Клімат : Гарфілд | Клімат : Гарфілд | Клімат : Гарфілд | Клімат : Гарфілд | Клімат : Гарфілд |
| Показник              | Січ.             | Лют.             | Бер.             | Квіт.            | Трав.            | Черв.            | Лип.             | Серп.            | Вер.             | Жовт.            | Лист.            | Груд.            | Рік              |
| Середній максимум, °C | 15,6             | 17,8             | 22,2             | 26,1             | 29,4             | 32,8             | 35,0             | 35,0             | 31,7             | 27,2             | 21,1             | 17,2             | 26,1             |
| Середній мінімум, °C  | 4,4              | 6,1              | 10,0             | 15,0             | 18,9             | 22,2             | 23,3             | 23,3             | 20,6             | 15,0             | 9,4              | 5,6              | 14,4             |
| Норма опадів, мм      | 53               | 61               | 53               | 71               | 114              | 84               | 41               | 58               | 89               | 86               | 61               | 56               | 828              |
| --------------------- | ---------------- | ---------------- | ---------------- | ---------------- | ---------------- | ---------------- | ---------------- | ---------------- | ---------------- | ---------------- | ---------------- | ---------------- | ---------------- |
| Джерело: Weatherbase  |                  |                  |                  |                  |                  |                  |                  |                  |                  |                  |                  |                  |                  |

## Демографія
Згідно з переписом 2010 року, у переписній місцевості мешкало 1698 осіб у 566 домогосподарствах у складі 407 родин. Густота населення становила 54 особи/км².  Було 630 помешкань (20/км²).
Расовий склад населення:
| - 74,9 % — білих - 2,6 % — чорних або афроамериканців - 0,5 % — корінних американців - 0,5 % — азіатів - 0,1 % — вихідців з тихоокеанських островів - 17,1 % — осіб інших рас |

До двох чи більше рас належало 4,3 %. Частка іспаномовних становила 46,3 % від усіх жителів.
За віковим діапазоном населення розподілялося таким чином: 27,7 % — особи молодші 18 років, 62,5 % — особи у віці 18—64 років, 9,8 % — особи у віці 65 років та старші. Медіана віку мешканця становила 35,7 року. На 100 осіб жіночої статі у переписній місцевості припадало 109,4 чоловіків;  на 100 жінок у віці від 18 років та старших — 108,0 чоловіків також старших 18 років.
Середній дохід на одне домашнє господарство  становив 50 718 доларів США (медіана — 46 029), а середній дохід на одну сім'ю — 59 859 доларів (медіана — 52 014). Медіана доходів становила 35 300 доларів для чоловіків та 22 543 долари для жінок. За межею бідності перебувало 26,3 % осіб, у тому числі 41,6 % дітей у віці до 18 років та 10,4 % осіб у віці 65 років та старших.
Цивільне працевлаштоване населення становило 581 особа. Основні галузі зайнятості: освіта, охорона здоров'я та соціальна допомога — 22,4 %, публічна адміністрація — 14,8 %, будівництво — 13,1 %, виробництво — 12,7 %.